# Ipstones
Ipstones est un village et une paroisse civile du Staffordshire, en Angleterre.